# 普門暁
普門 暁（ふもん ぎょう、1896年8月15日 - 1972年9月28日）は、日本の未来派の画家。本名は常一。

## 生涯
奈良県奈良市に生まれる。東京高等工業学校で当初建築を学ぶが、のち中退して川端画学校に入り、日本画を学ぶ。
1920年、二科展落選の恨みを晴らすかのように、未来派美術協会を結成し、事実上、リーダーとして活躍。来日した、ダヴィッド・ブルリューク（1882年-1967年, Давид Бурлюк, David Burliuk）やヴィクトール・パリモフ（1888年-1929年, Bиктор Пальмов, Viktor Palimov, Victor Palimov, Viktor Palmov, Victor Palmov）とも交流した。しかし、その後二科展に出品できたこともその理由と思われるが、普門は協会運営に興味を失い、管理がいい加減となったため、1922年に除名された。なお、協会は、その後、木下秀一郎を中心として活動を継続した。
その後は、主として大阪で、舞台美術、デザインなどの分野で活躍した。
1937年に日本大学美術科講師となる。1946年にはGHQの日本美術顧問に就任し、アメリカへ日本美術の紹介に当たった。
1972年2月にくも膜下出血で倒れて大阪暁明館病院に入院し、同年9月28日に死去。

## 人物
普門の作品は、未来派系統の、動きや光を視覚的に表現したような絵画作品を主たるものとしており、未来派系統の彫刻の制作も行った。ただ、特に初期の段階では、見様見真似のようなもので、未来派の理論についての十分な理解があったかについては大きな疑問がある。

## 関連文献
- 井関正昭『未来派　イタリア・ロシア・日本』 形文社、2003年
- 五十殿利治『大正期新興美術運動の研究』 スカイドア、改訂新版1998年